# 広島観光開発
広島観光開発株式会社（ひろしまかんこうかいはつ、Hiroshima Tourism promotion Co., Ltd.）は、広島電鉄グループの企業（連結子会社）。広島県廿日市市宮島町で宮島ロープウエーを運営する。ロープウエー終着駅の獅子岩駅から登山道を約30分で、弥山山頂展望台へ行ける。

## 宮島ロープウエー
1959年4月1日に開業。宮島の紅葉谷駅（紅葉谷公園）と弥山の獅子岩駅を循環式と交走式の2種類の方式のロープウエーで結んでいる。途中に榧谷駅（かやたにえき）があるが、紅葉谷線と獅子岩線を乗り換えするためだけの駅で、駅外への乗下車はできない。
紅葉谷公園入口から紅葉谷駅までの無料送迎バスがある。
2009年10月17日にPASPYを導入。
獅子岩駅下車すぐに瀬戸内海を望む獅子岩展望台があり、駅から弥山山頂展望台まで登山道を徒歩で約30分。

### 紅葉谷線
紅葉谷駅から榧谷駅までの区間。
- 営業距離 - 約1.1km
- 乗車時間 - 10分
- 定員 - 8
- 車両数 - 22両
- 方式 - 複線自動循環式普通索道：所定の間隔で少人数乗りの搬器を順次出発させるもの
- 駅数 - 2（起終点駅のみ）
- 設計製作メーカー - 安全索道

紅葉谷線
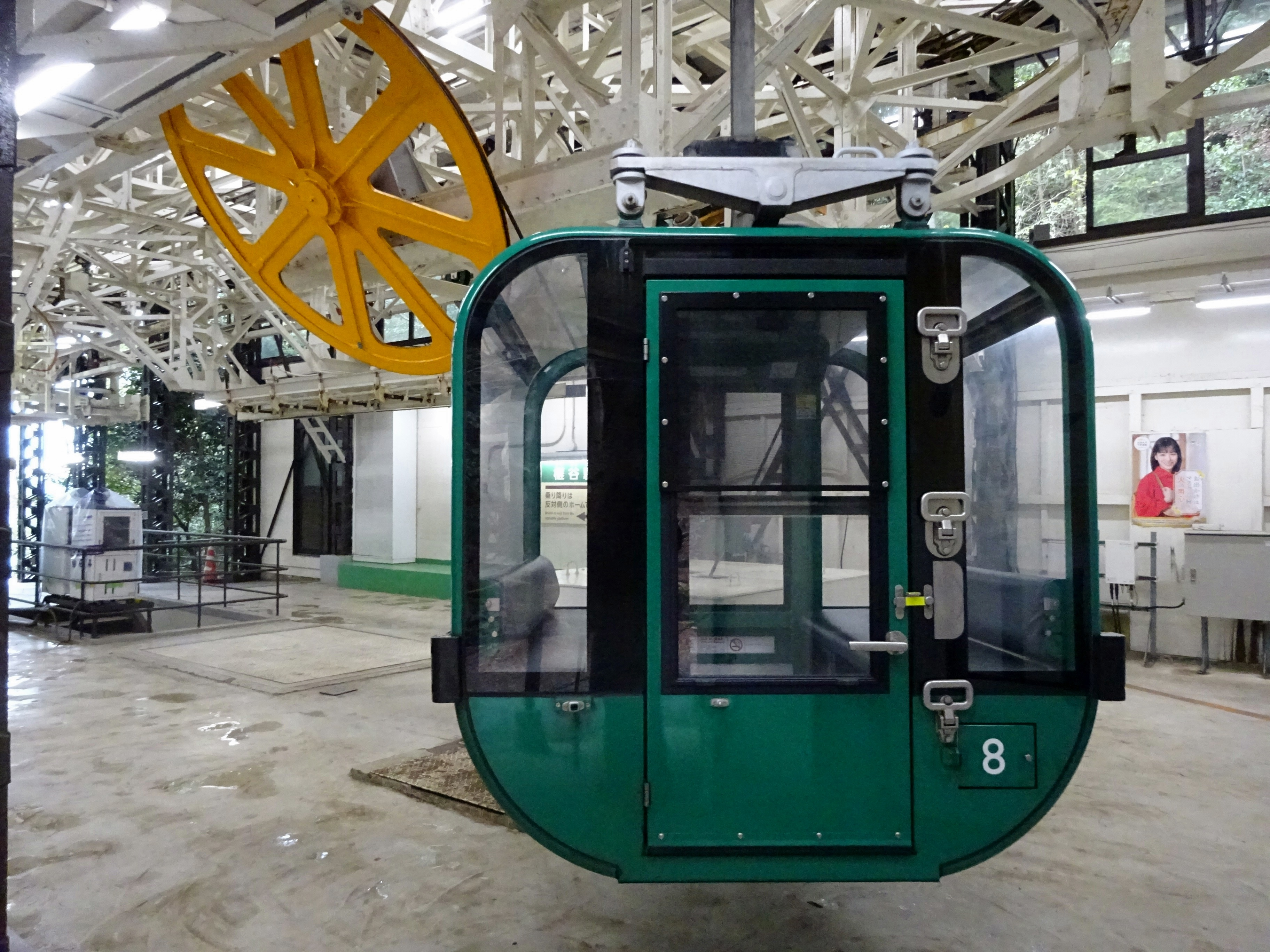
紅葉谷線の搬器
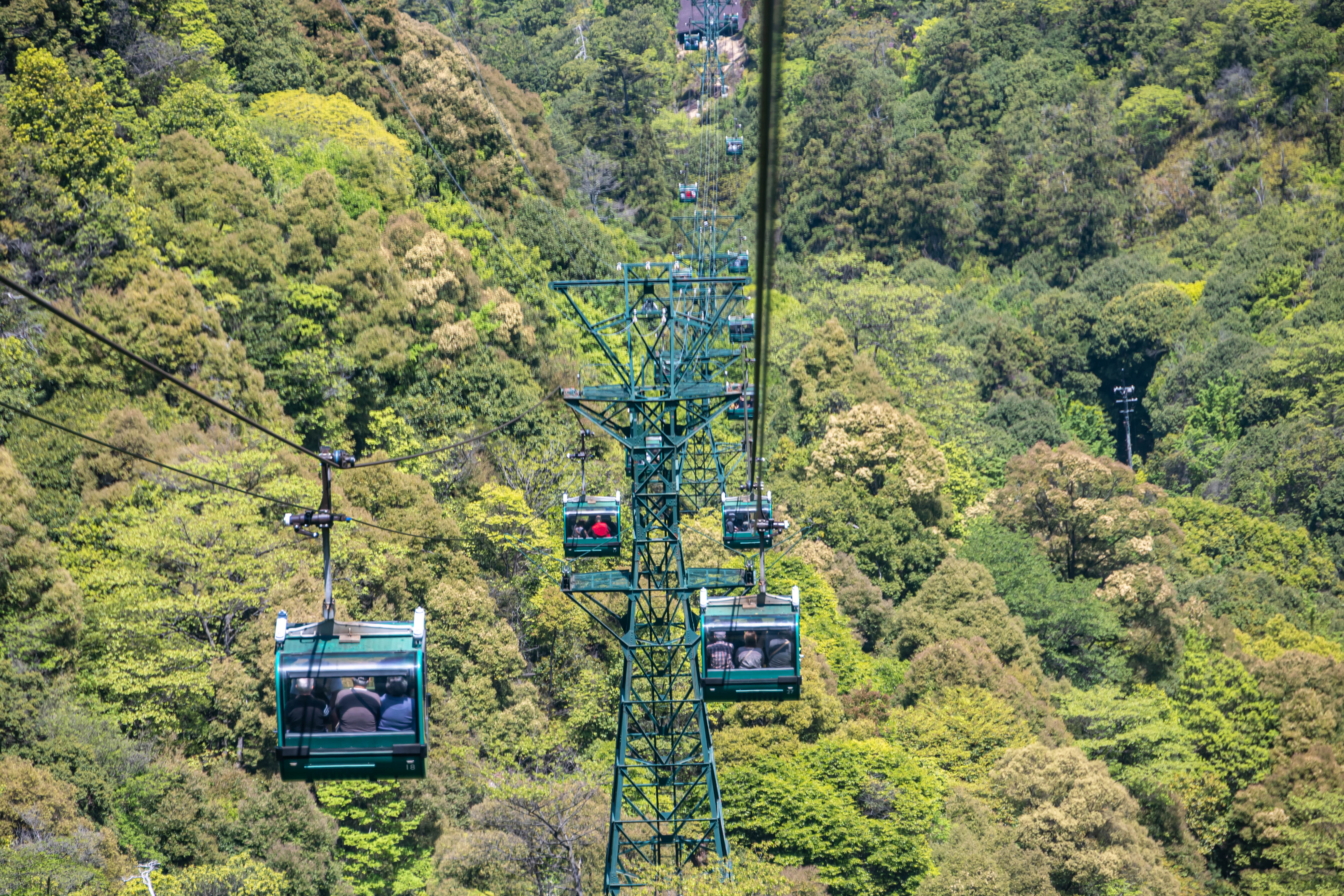
次々に並ぶ搬器
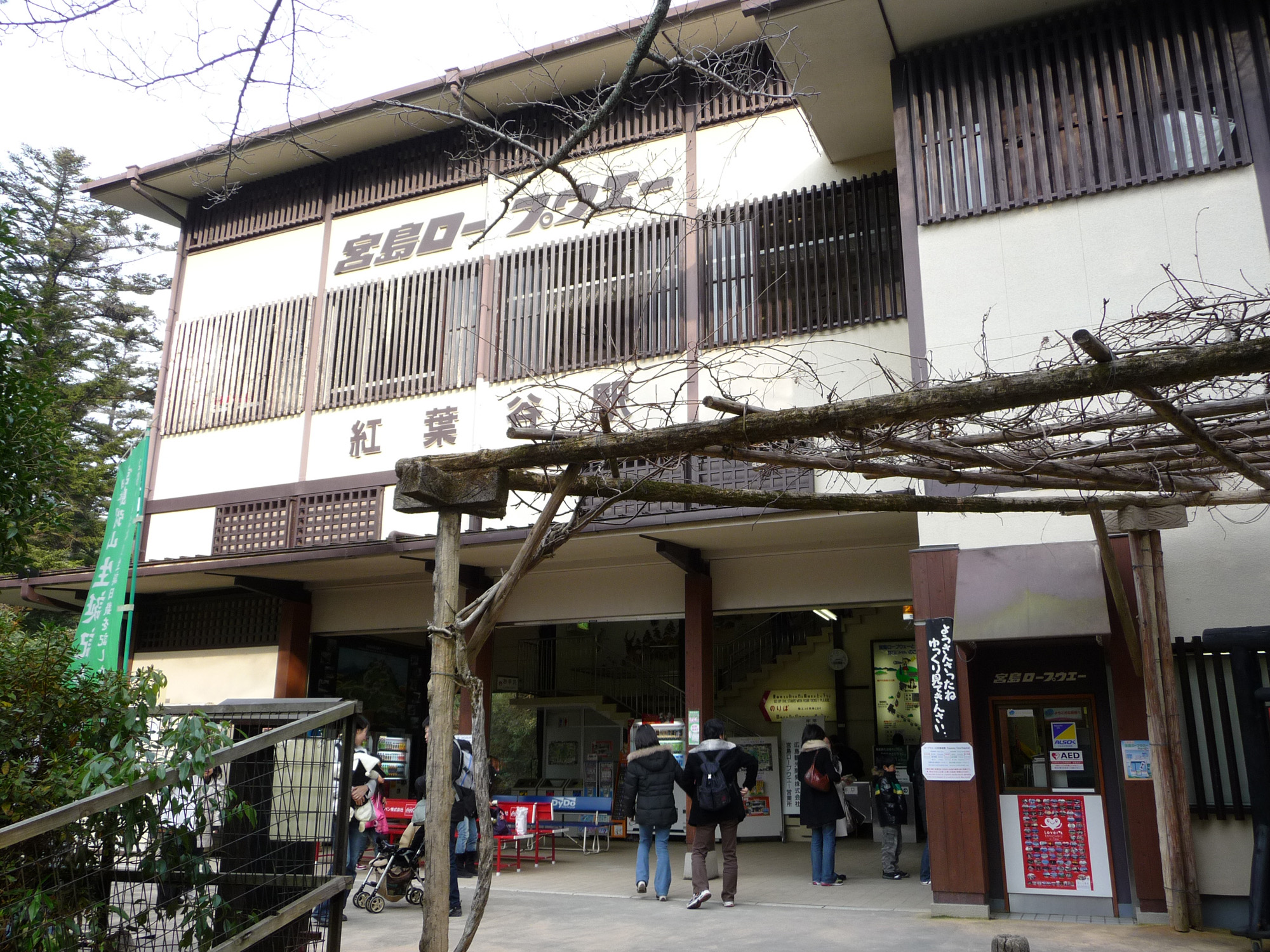
紅葉谷駅外観

### 獅子岩線
榧谷駅から獅子岩駅までの区間。
- 営業距離 - 約0.5km
- 乗車時間 - 3分30秒
- 定員 - 30
- 車両数 - 2両
- 方式 - 複線交差式普通索道：2両の客車を山頂と山麓で交互に往復させるもの
- 駅数 - 2（起終点駅のみ）
- 設計製作メーカー - 安全索道

獅子岩線
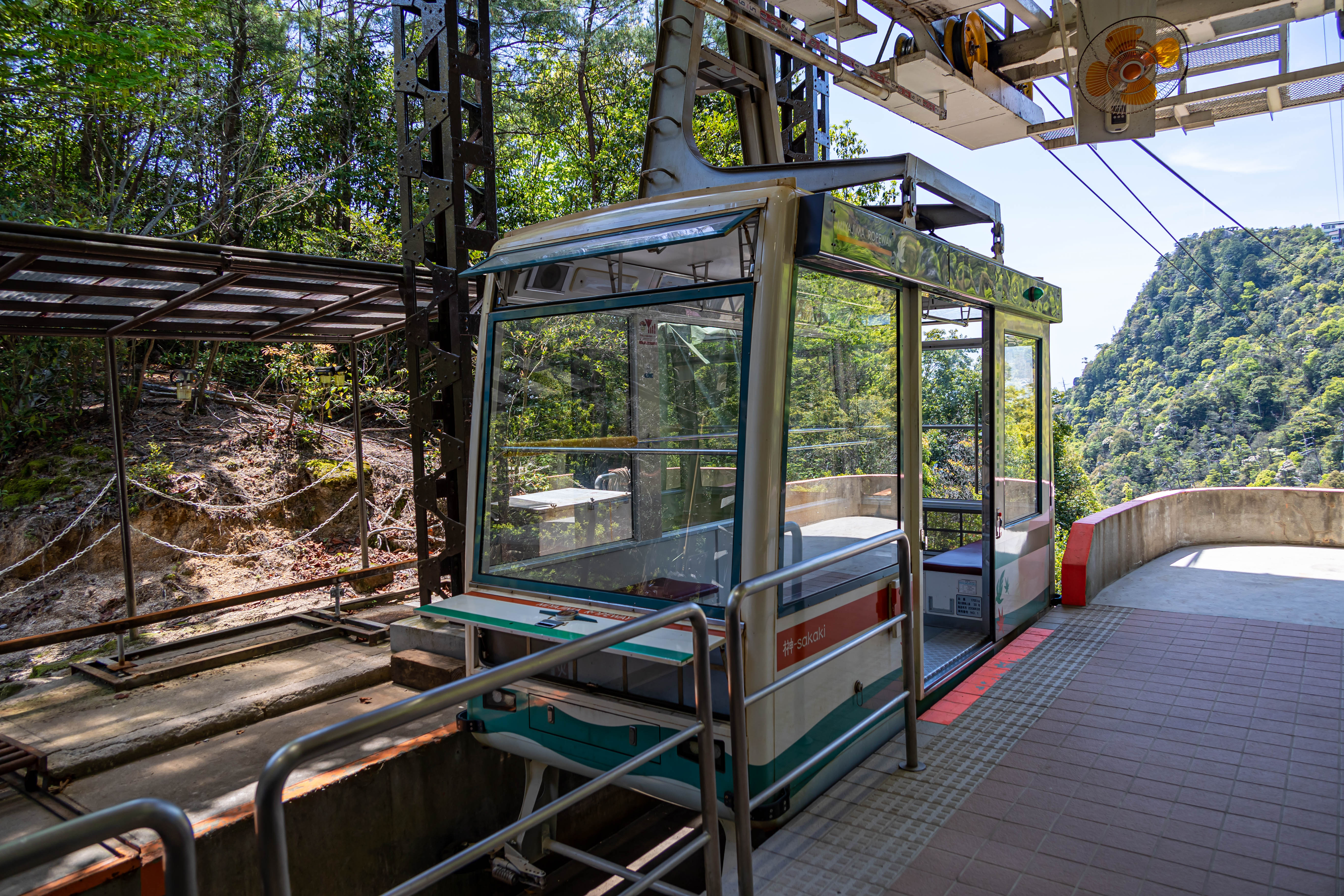
獅子岩線の搬器
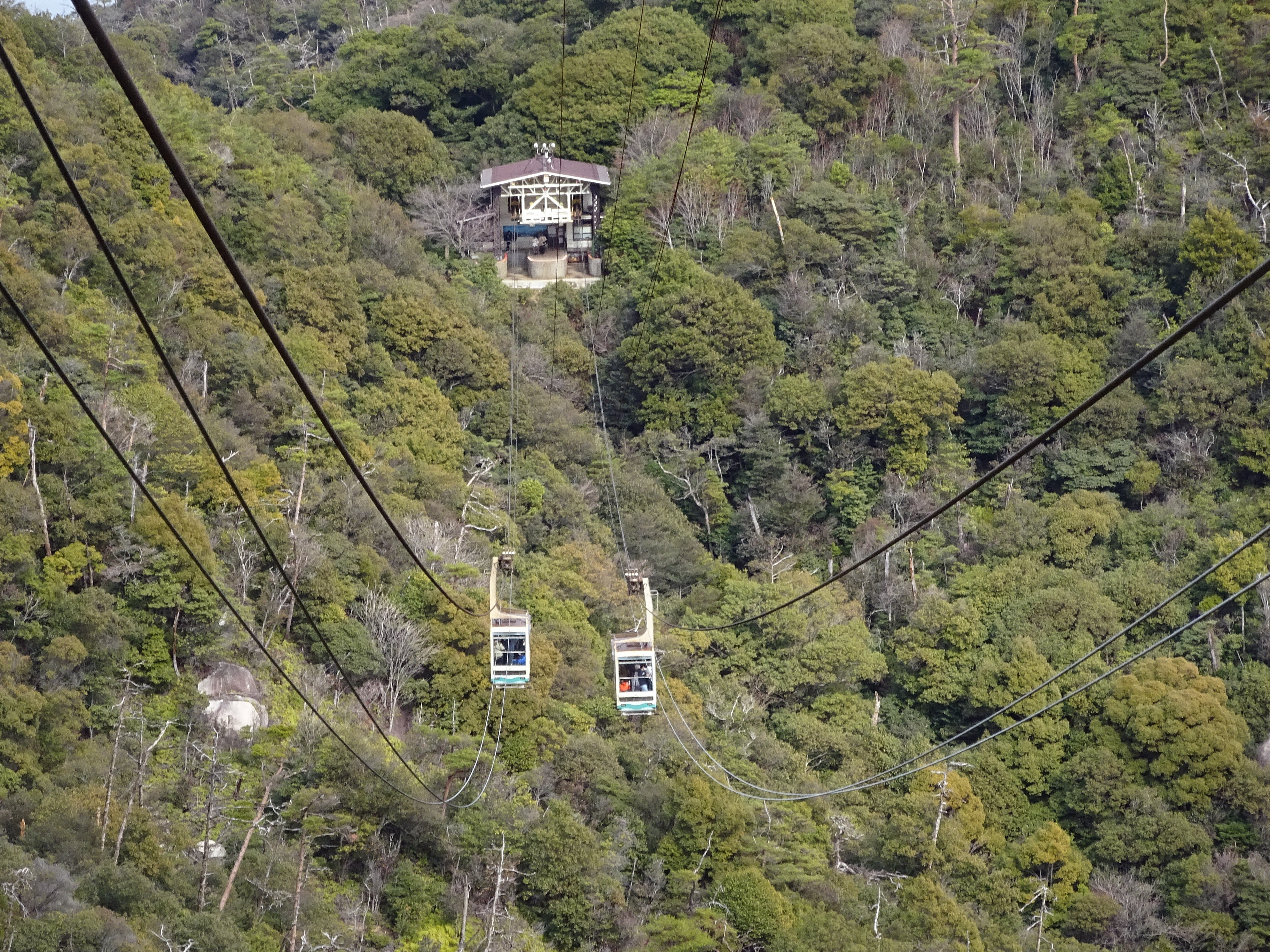
榧谷駅
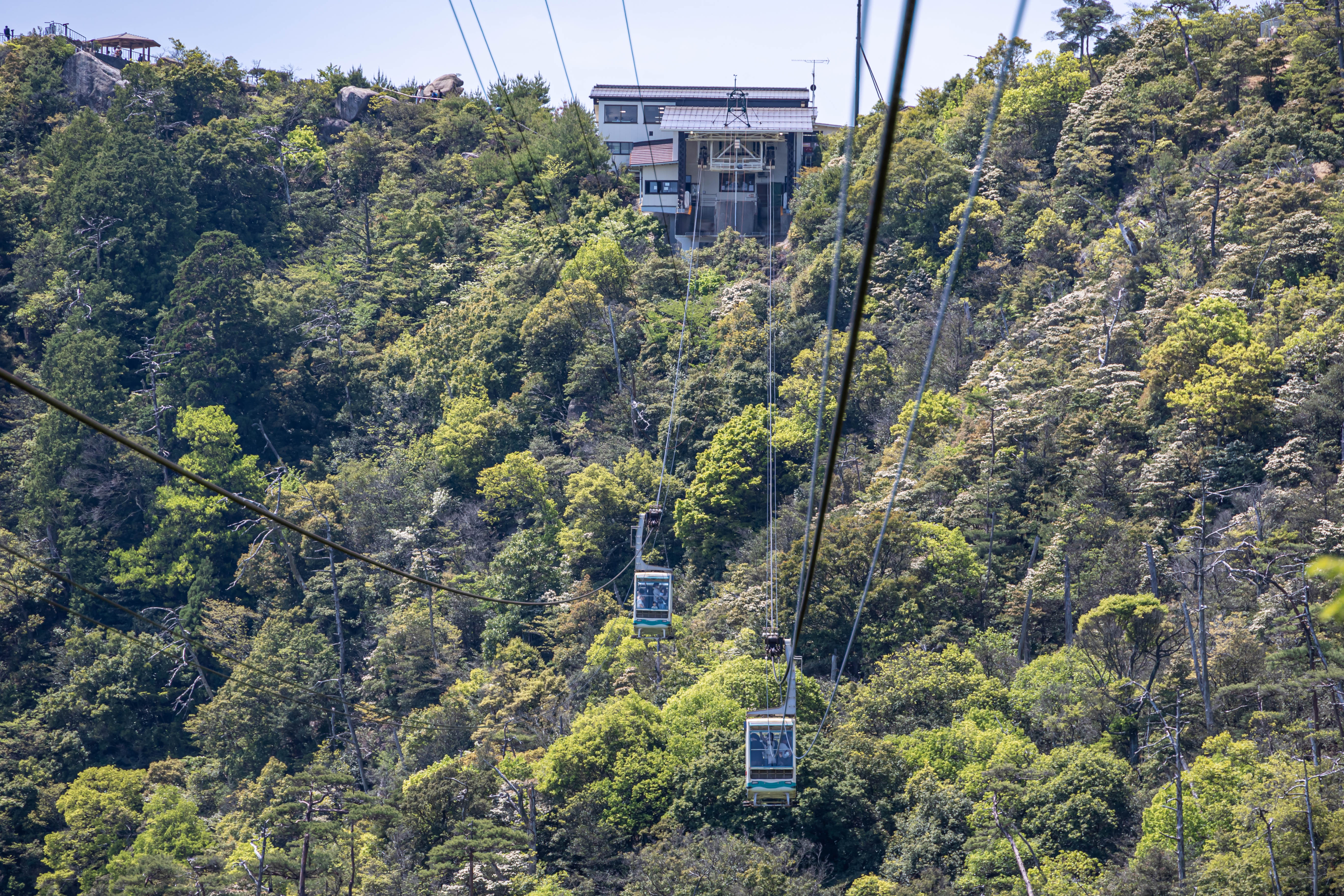
獅子岩駅

## ギャラリー

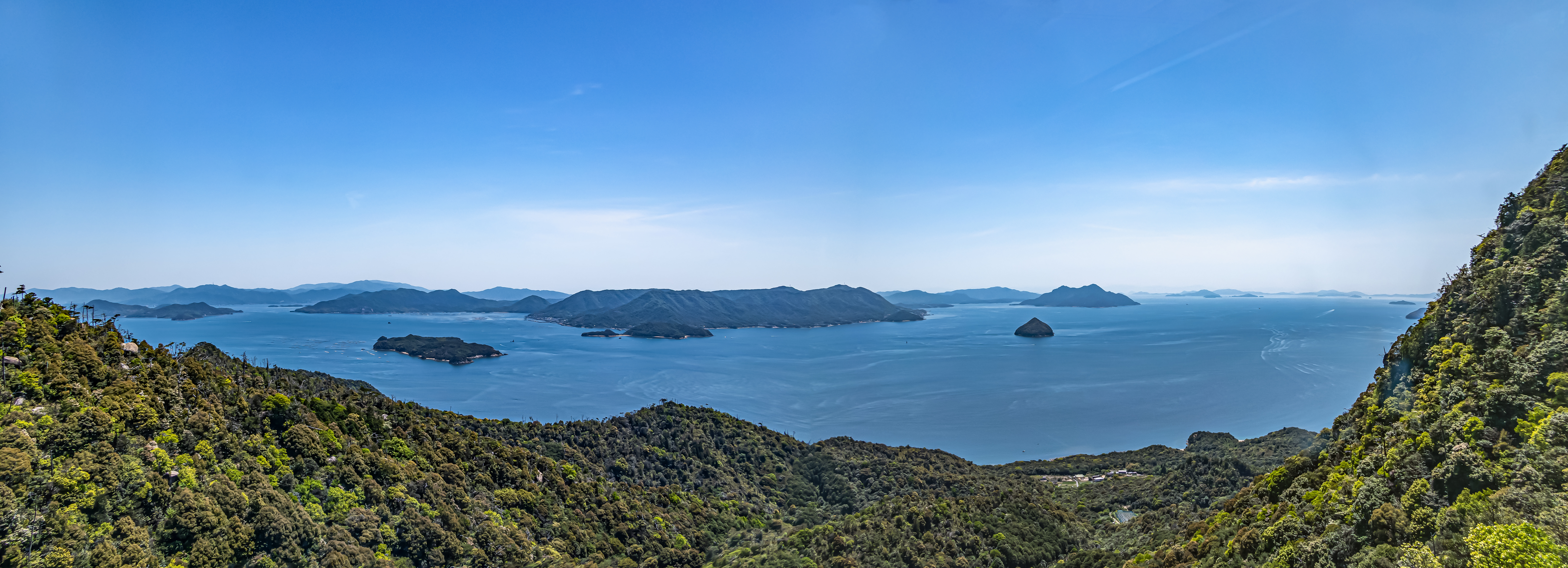
獅子岩線から望む瀬戸内海

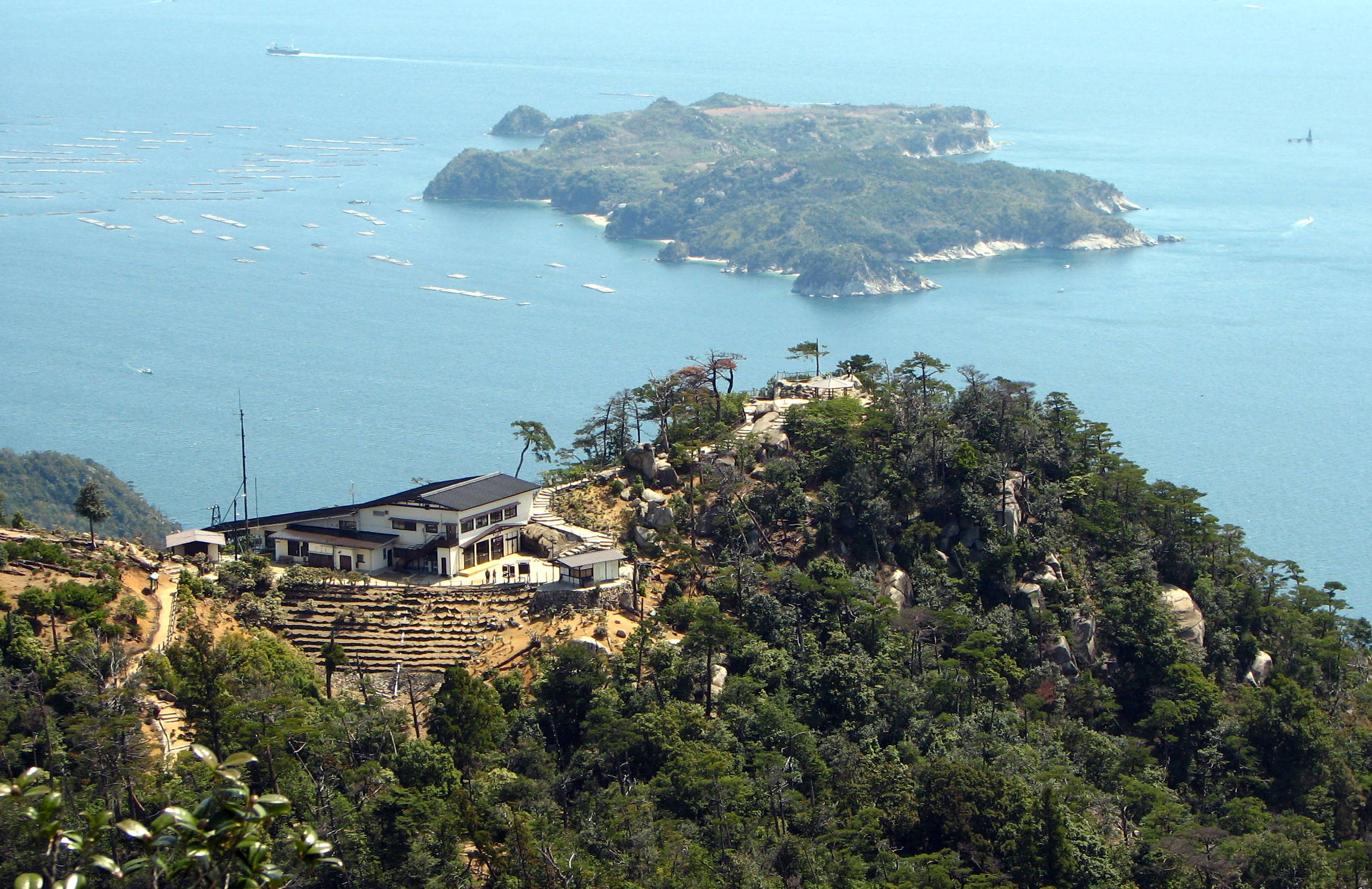
弥山山頂から望む獅子岩駅